# Sergey Glazenap
'Sergey Pavlovich Glazenap (em russo:  Серге́й Павлович Глазенап; Vyshny Volochyok, 13 de setembro de 1848 - São Petersburgo, 12 de abril de 1937) foi um astrônomo soviético, membro honorário da Academia de Ciências da Rússia. Em algumas publicações, em especial do século XIX, seu último nome foi expresso como S. de Glasenapp (em francês) ou von Glasenapp (em alemão).
Publicou Orbites des étoiles doubles du catalogue de Poulkova, um estudo de estrelas duplas, pelo qual recebeu o Prêmio Valz de 1890.
A cratera lunar Glazenap e o asteroide 857 Glasenappia são denominados em sua memória.